# 616

## Esdeveniments
- Alexandria (Egipte): Els perses sassànides ocupen i saquegen la ciutat.
- Cirenaica: Els perses sassànides segueixen la seva expansió i conquereixen la regió als romans d'Orient.
- Calcedònia (Àsia Menor): Els perses sassànides ocupen la ciutat.